# Église Sainte-Hélène d'Orval
L'église Sainte-Hélène d'Orval est un édifice catholique qui se dresse sur le territoire de l'ancienne commune française d'Orval, dans le département de la Manche, en région Normandie. L'édifice est classé aux monuments historiques.

## Localisation
L'église Sainte-Hélène est située à Orval, commune déléguée d'Orval sur Sienne, dans le département français de la Manche.

## Historique
Audomarus, le futur saint Omer, est né à Orval au début du VIIe siècle de parents appelés Friulfus et Domita. Avec trois jeunes du Cotentin, Mummolenus, Ebertramnus et Bertin, il est allé à l'abbaye de Luxeuil où il a dû arriver avant 629, date de la mort de l'abbé Eustase. Saint Omer est devenu le premier évêque de Thérouanne, Mummolenus, saint Mommelin, est évêque de Noyon, et Bertin a fondé l'abbaye de Sithiu, à Saint-Omer. Des relations se sont maintenues entre l'abbaye Saint-Bertin et le Cotentin.
La Vita Columbani, la Vie de saint Colomban de Jonas de Suse indique qu'il y avait dans le suburbanum de la cité de Coutances un établissement colombanien placé sous la direction d'un certain Potentinus. Il est possible que cet établissement ait été situé à Orval proche de Coutances. Cette origine pourrait expliquer l'existence d'une crypte romane dans l'église. La présence d'une crypte romane est liée en Normandie à une tradition monastique antérieure au Xe siècle.
Le vocable de sainte Hélène est attesté à Orval dès la première mention de l'église, en 1115. Ce vocable n'apparaît en Gaule qu'après la translation de ses reliques vers 840-850 de Rome à Hautvillers. Deux autres sanctuaires sont dédiés à sainte Hélène dans la région : un prieuré à Omonville-la-Petite, dans La Hague, et une chapelle dans la paroisse Saint-André de Guernesey.
Renaud ou Reginald, seigneur d'Orval, donne, vers 1083, un marais à l'abbaye de Lessay, qui y fonde un prieuré. Rainaldius de Aureavalle a donné ou confirmé en 1115 à l'abbaye de Lessay la possession de l'église d'Orval. Des actes confirment que des moines de Lessay sont établis à Orval.

## Description
La nef, la croisée du transept, le premier étage du clocher sont romans ; le chœur et les croisillons sont du XVe siècle.
Les murs de la nef en opus spicatum irrégulier sans contreforts, percés de quatre fenêtres étroites, peuvent remonter au XIe siècle. Les baies méridionales ont été élargies au XVe et au XVIIIe siècle. Une porte romane, actuellement murée, s'ouvrait dans la troisième travée au nord. La porte occidentale a été refaite au XIIIe siècle.
Le transept est formé de deux chapelles dont l'âge est incertain. La position des escaliers menant à la crypte permettent de supposer que l'origine est romane. La chapelle côté nord est dédiée à saint Jacques puis à saint Sébastien est éclairée des lancettes gothiques. La chapelle sud est dédiée à saint Pierre. Elle a été remaniée en 1824 et ses ouvertures datent de 1847.
La croisée du transept est surmontée d'une tour-lanterne supportée par quatre arcs fourrés semblant appartenir à la fin du XIe siècle. Elle est couverte d'une voûte à huit compartiments dont le style la fait dater du début du XIIIe siècle.
Le chœur a été reconstruit au XVe siècle. Il est voûté d'une croisée d'ogives sur sa travée droite et le chevet à trois pans a une voûte à six nervures.
Le chœur surmonte une crypte carrée romane agrandie au XVe siècle a laquelle on accède actuellement par une porte située dans le cimetière. La crypte se compose de deux parties :
- une salle presque carrée située sous la travée droite du chœur appartenant à l'époque romane, probablement au XIe siècle, et au-delà d'un mur en opus spicatum. Les sondages de M. Traverse, architecte des Monuments historiques, ont montré que l'accès initial se faisait par deux escaliers suivant une disposition qu'on retrouve à la crypte de l'église Saint-Marcouf de Saint-Marcouf. Le plan initial de la crypte avec deux couloirs d'accès correspond à une crypte destinée à la vénération des reliques et non à celui d'une crypte funéraire. Cependant, il n'y a aucune trace de culte des reliques dans des documents, mais on sait que tous les corps saints ont été évacués de Normandie lors des raids des vikings. La présence de cette crypte n'existe pour Lucien Musset qu'en vertu d'une tradition de vénération de corps saint antérieur aux incursions scandinaves. Aucune tombe n'a été découvert dans la crypte au cours des sondages faits en 1966. Sous Louis XVI et le Premier Empire, la crypte a servi de salle de classe pour les garçons de la paroisse ;
- une salle ayant le même plan que le chevet et contemporaine de la reconstruction du chœur. On a déposé dans la crypte, en 1878, des fonts baptismaux romans et un chapiteau du XIIIe siècle transformé en bénitier.

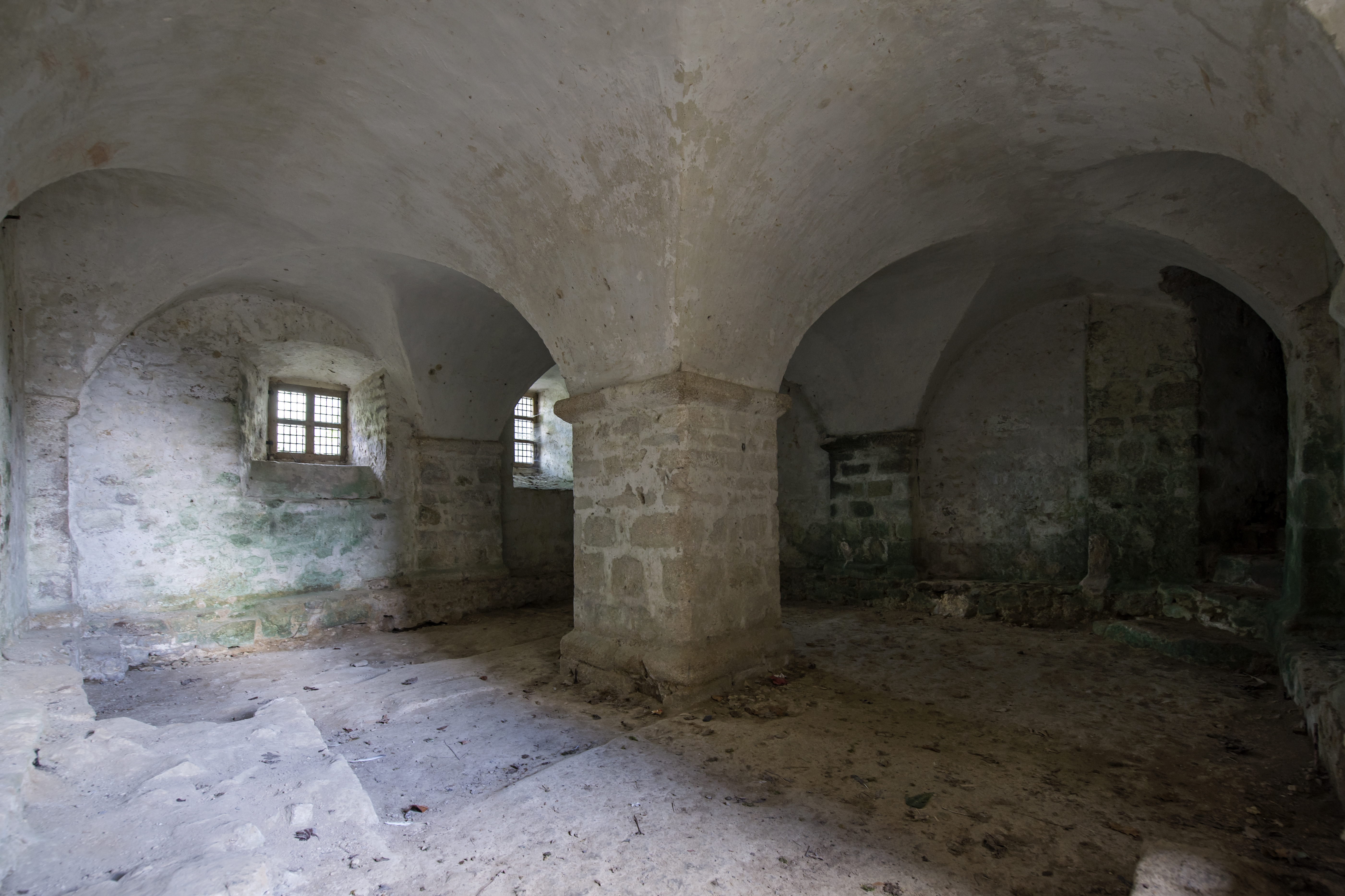
La crypte romane.
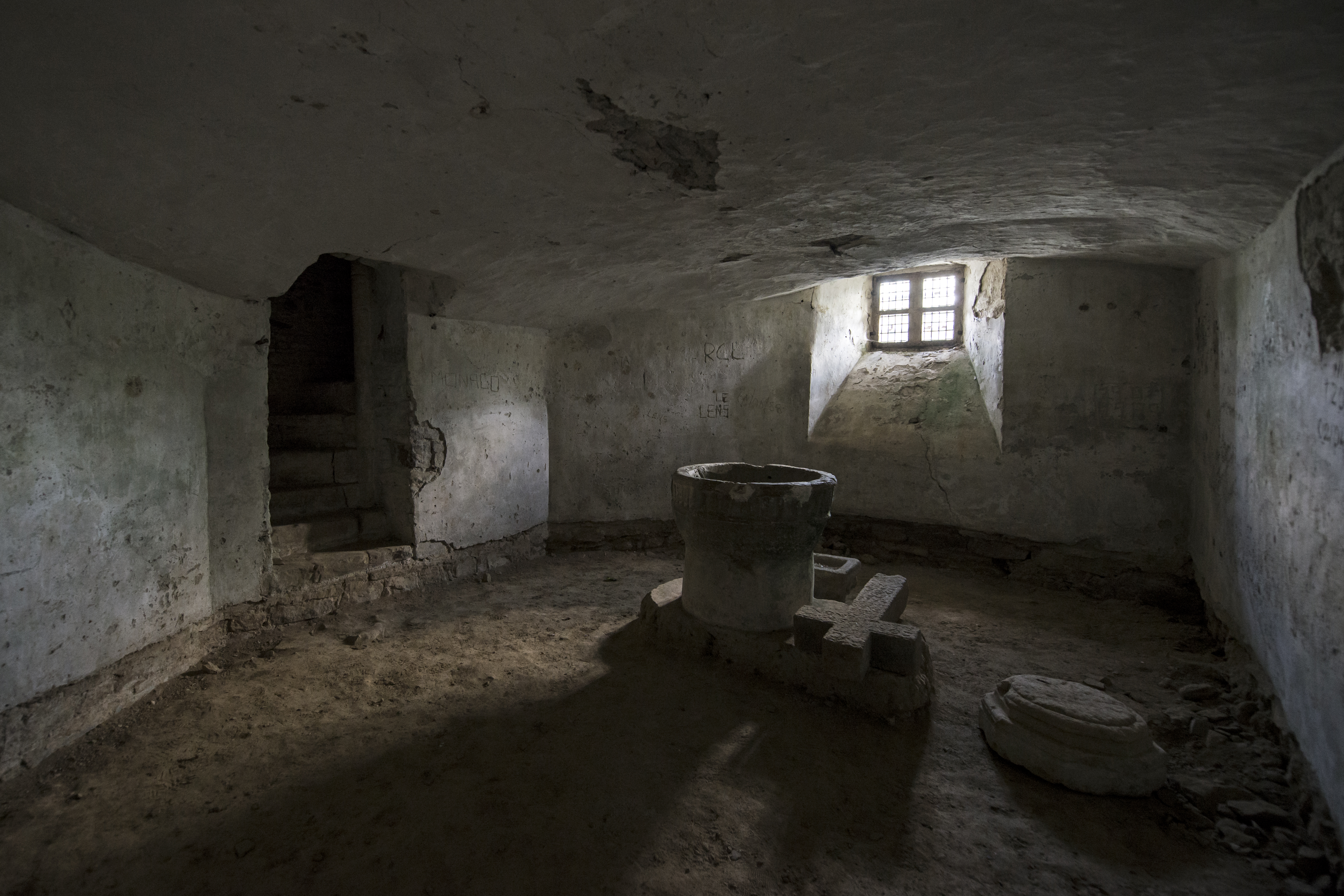
La crypte sous le chevet.
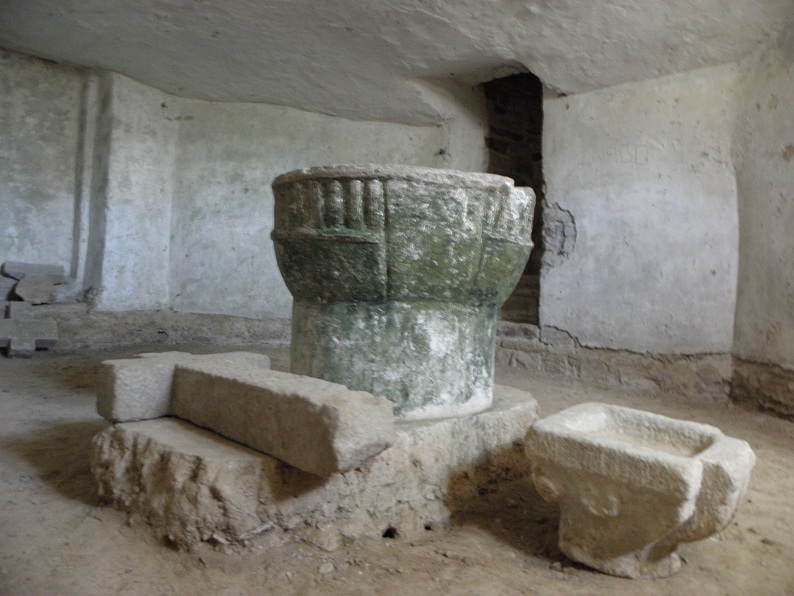
Les fonts baptismaux exposés dans la crypte.
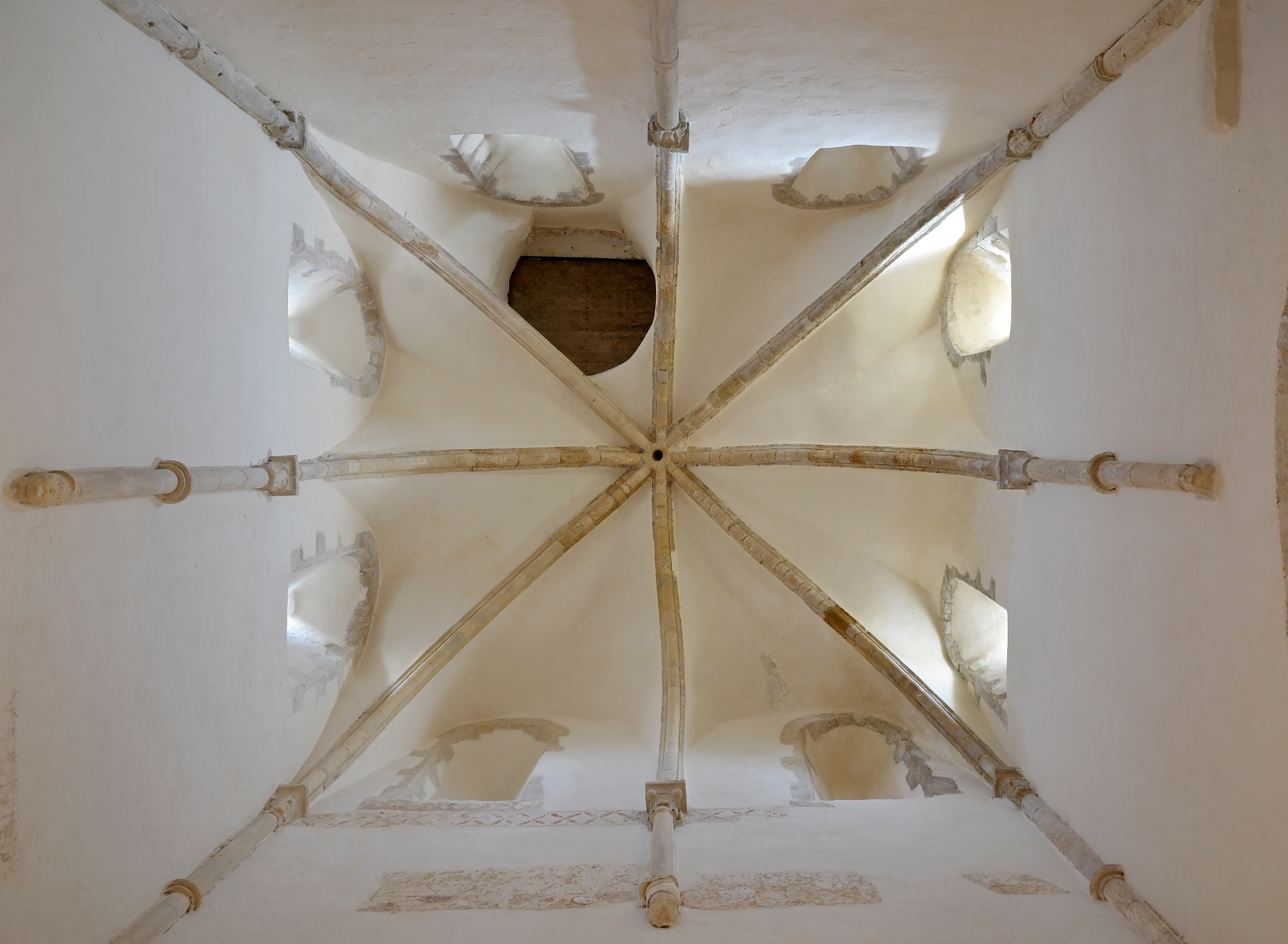
La tour-lanterne depuis la croisée du transept.
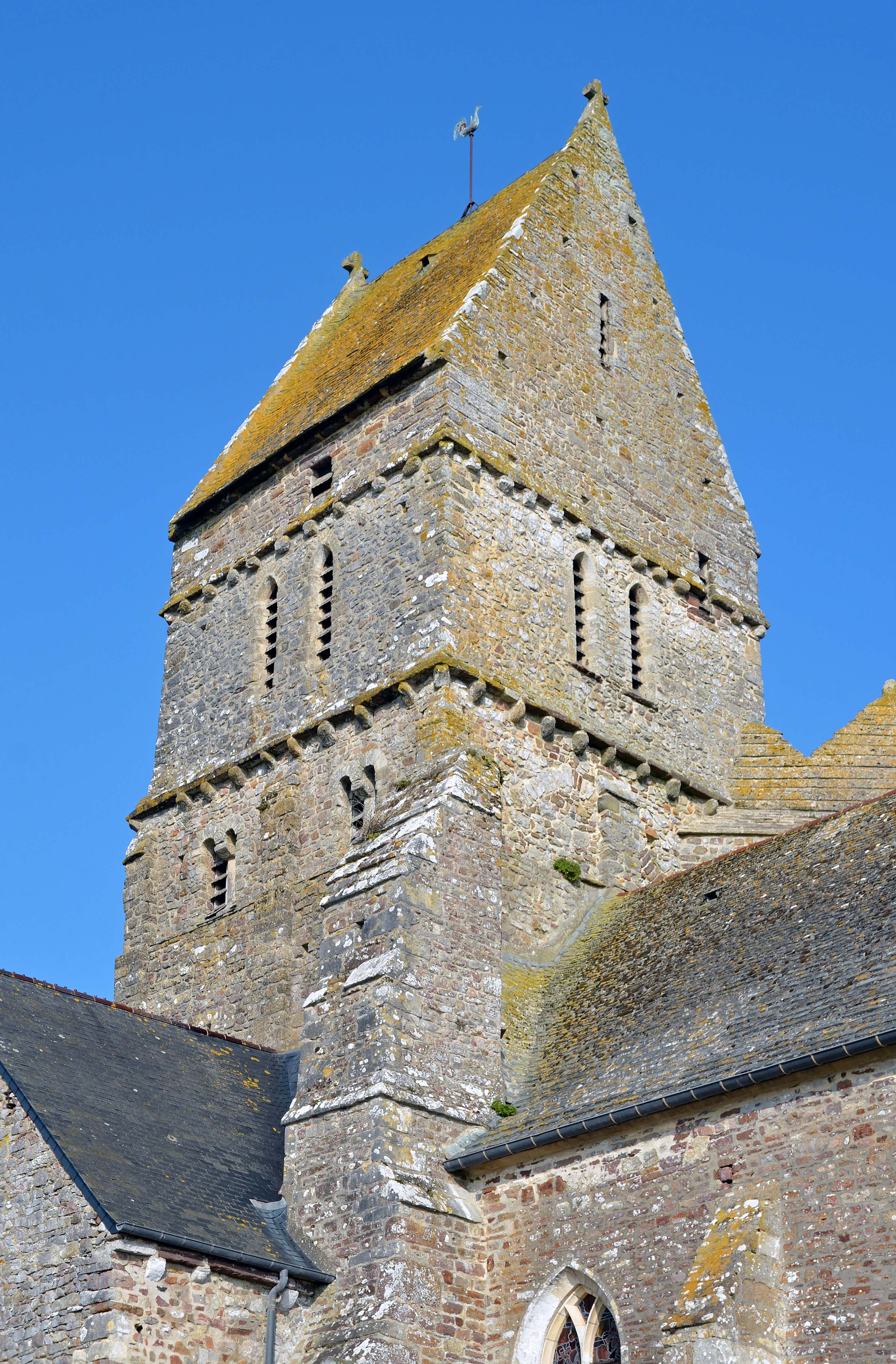
La tour-lanterne depuis le cimetière.
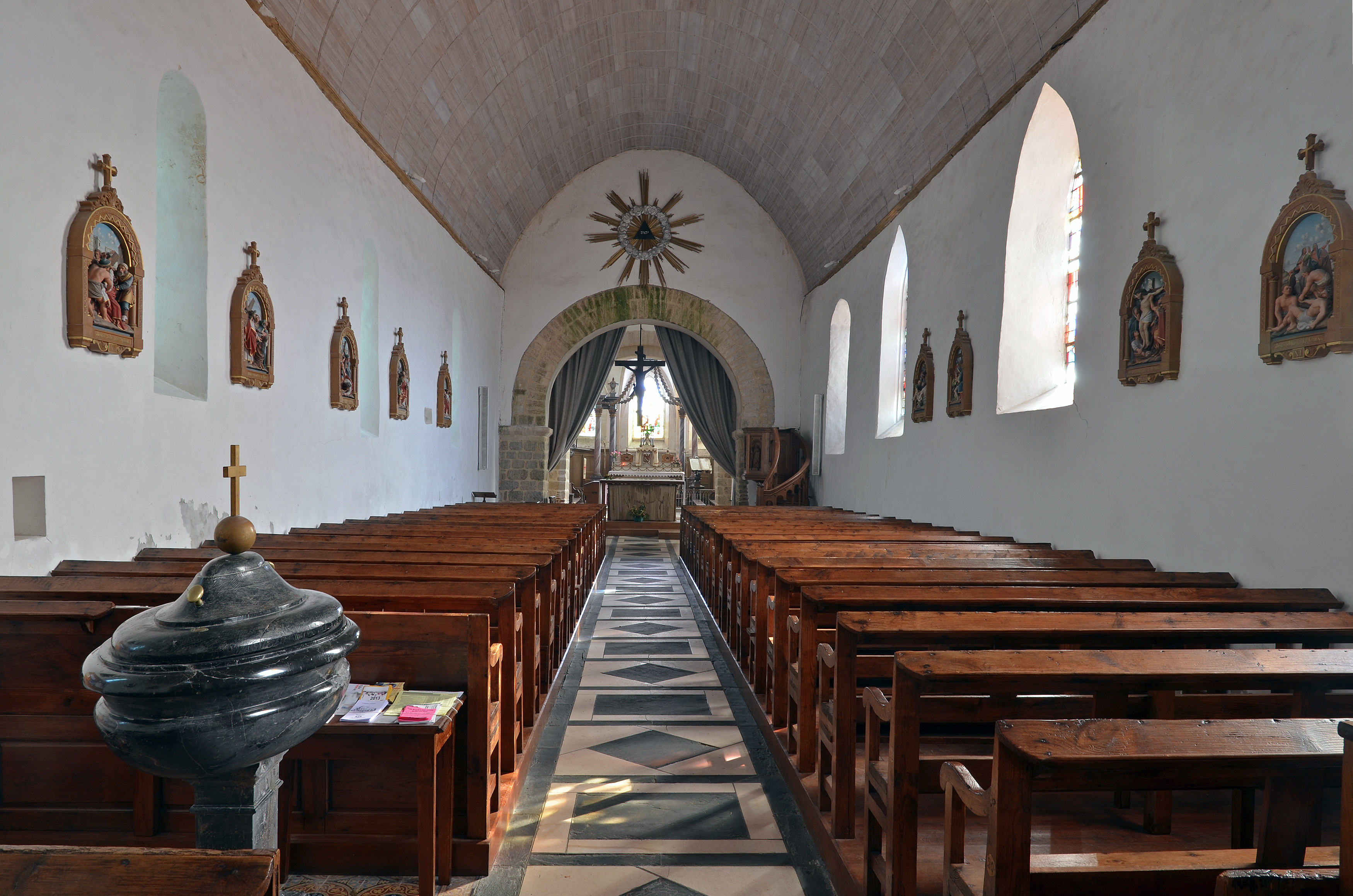
La nef et le chœur depuis l'entrée.
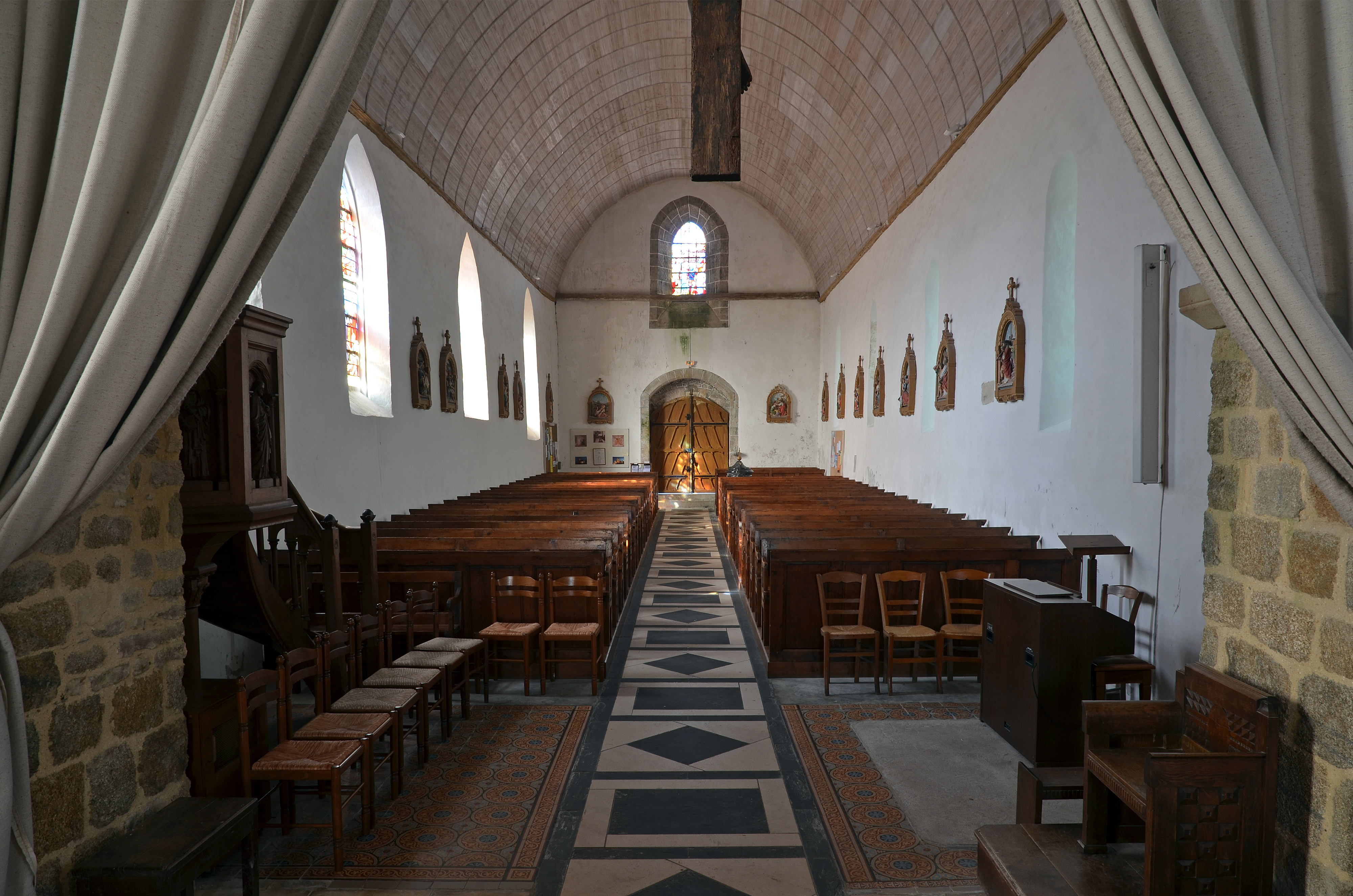
La nef depuis le chœur.
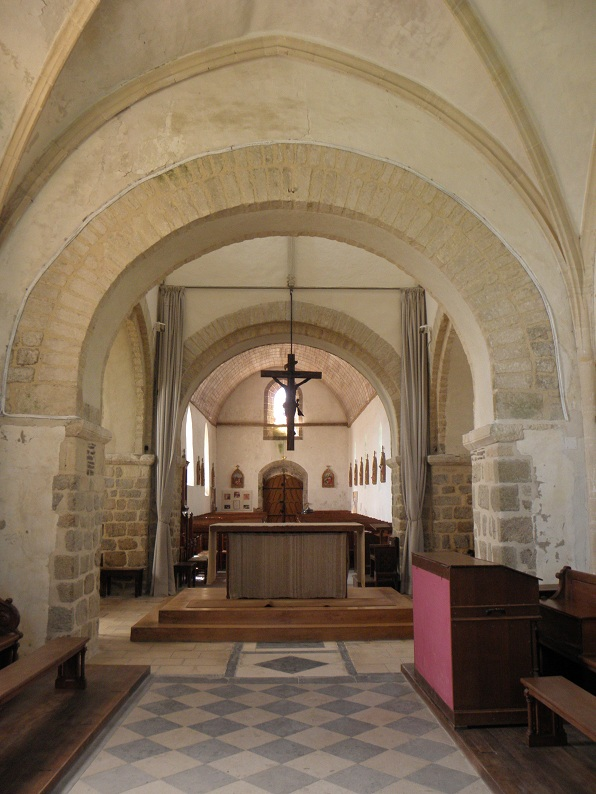
Le chœur.

### Vitraux
Deux verrières du XVIe siècle restaurées en 1873 par les ateliers du Mont-Saint-Michel ont été classées en 1914 aux monuments historiques au titre immeuble :
- Vie de la Vierge et de sainte Hélène[3] ;
- verrière : Vie de la Vierge et de sainte Hélène[4].

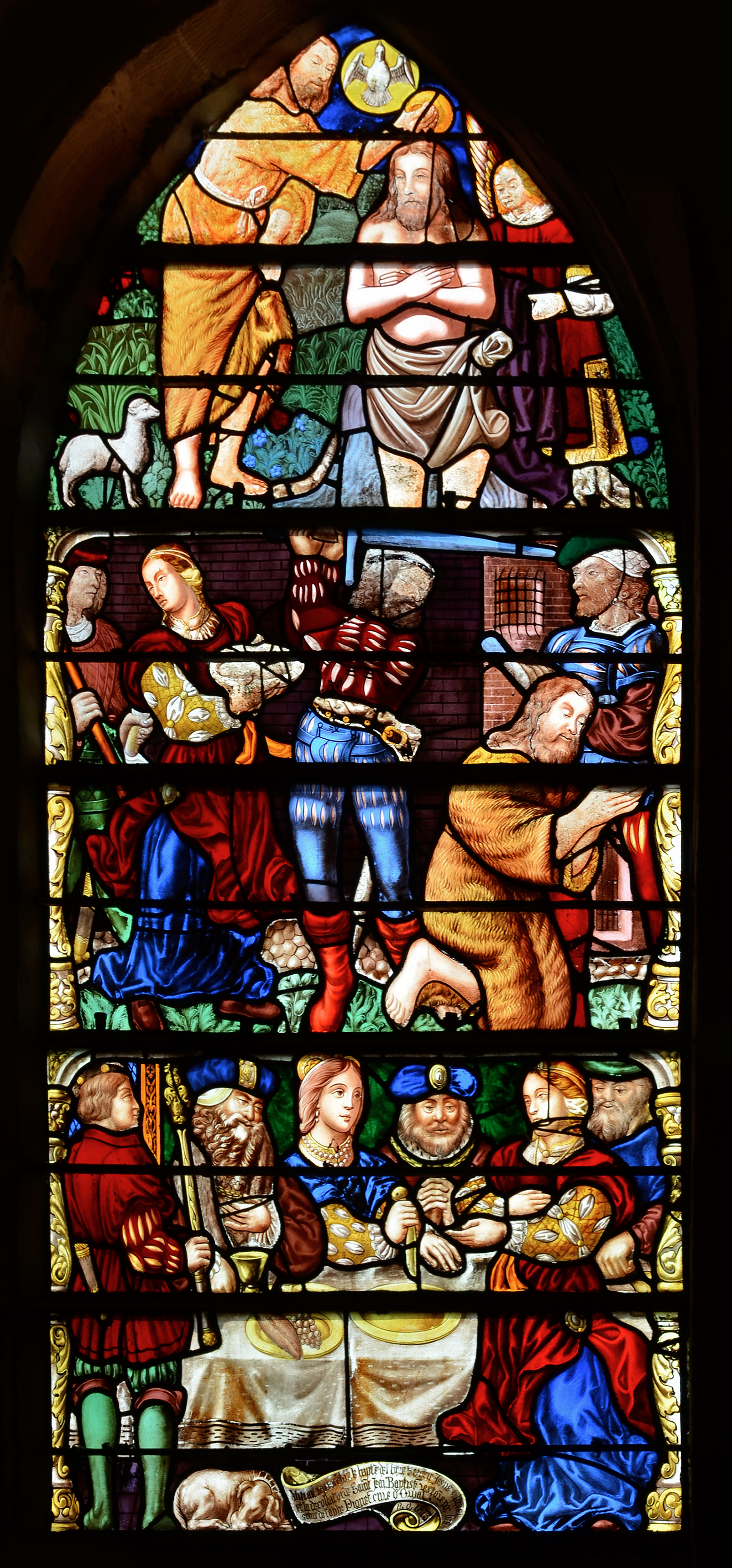
Le baptême du Christ et la décollation de Jean Baptiste (XVIe siècle).
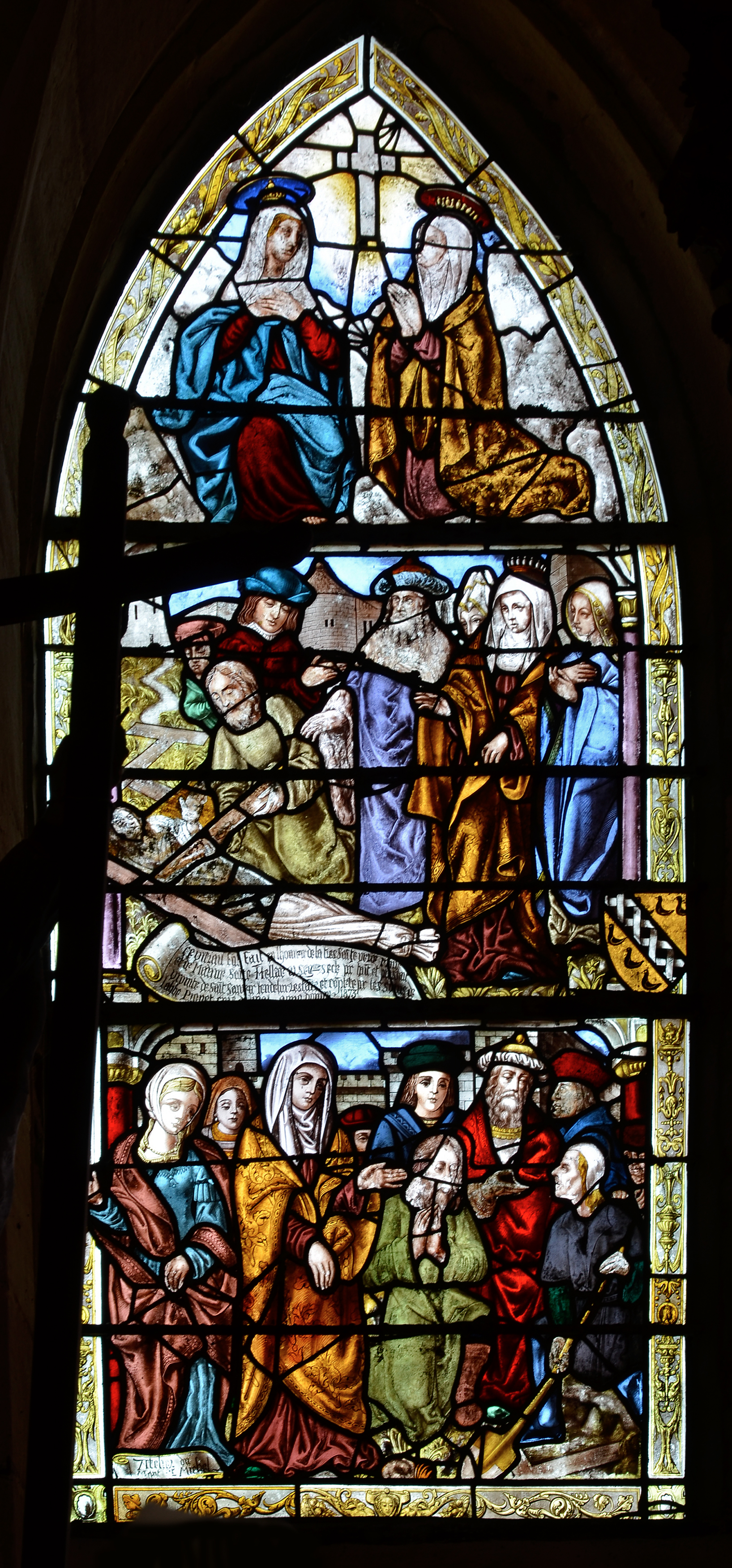
Vie de la Vierge et de sainte Hélène (XVIe siècle).

## Protection
L'église est classée au titre des monuments historiques par arrêté du 22 septembre 1914.

## Mobilier
Divers éléments de l'église sont classés monuments historiques au titre objet dont : les fonts baptismaux romans en pierre datant du Moyen Âge, deux tableaux — l'un représente une Vierge à l'Enfant, l'autre, sainte Hélène —, un aigle lutrin daté de 1860 œuvre d'un menuisier d'Orval, J.-B. Leloup, un maître-autel du XVIIIe siècle, un bénitier mural en marbre de Montmartin du XVIIe siècle, un chapiteau évidé XIIIe siècle.

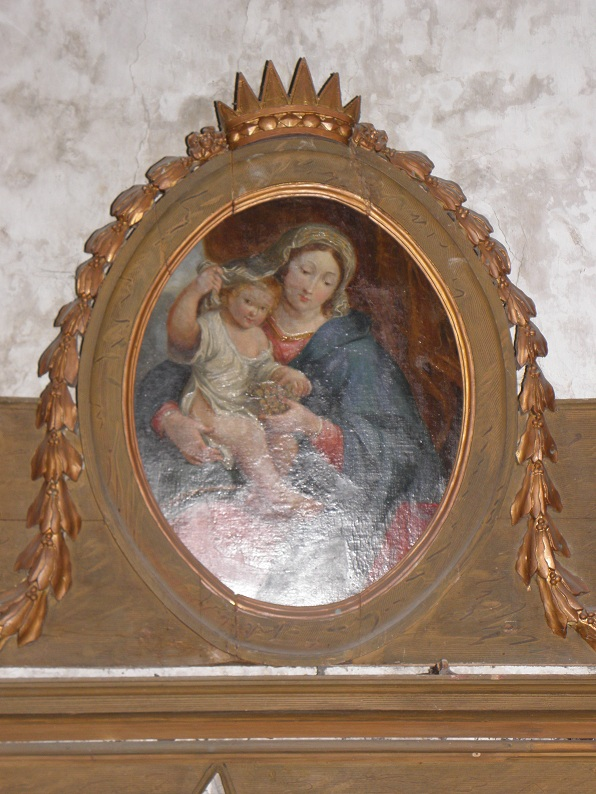
Tableau de la Vierge à l'Enfant (XVIIIe siècle).
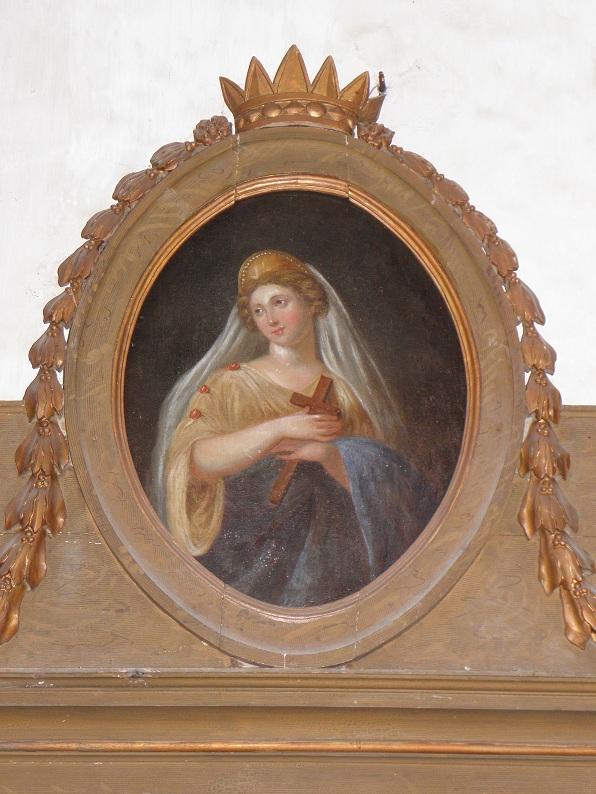
Tableau de sainte Hélène (XVIIIe siècle).
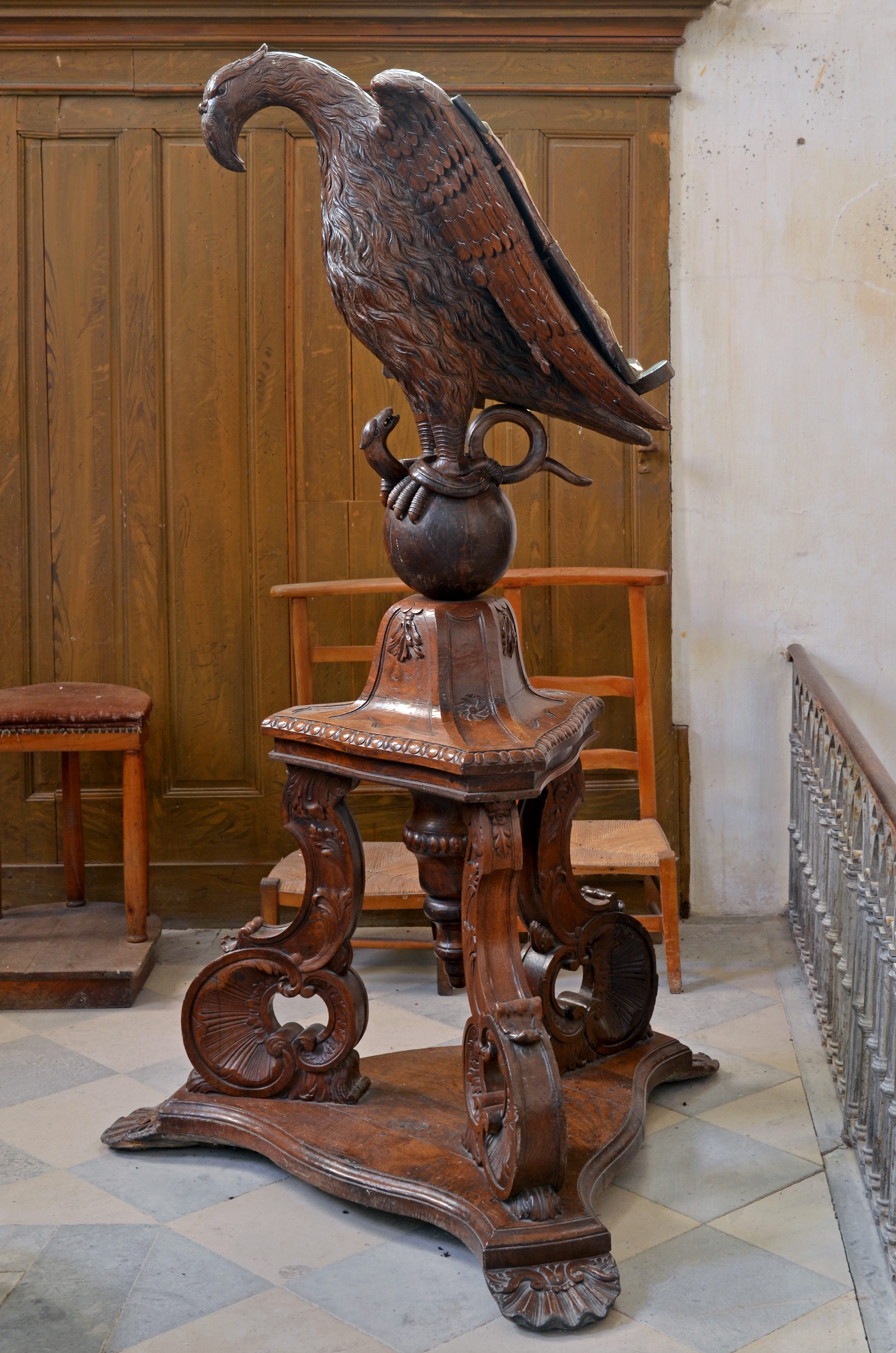
Aigle-lutrin du XIXe siècle.
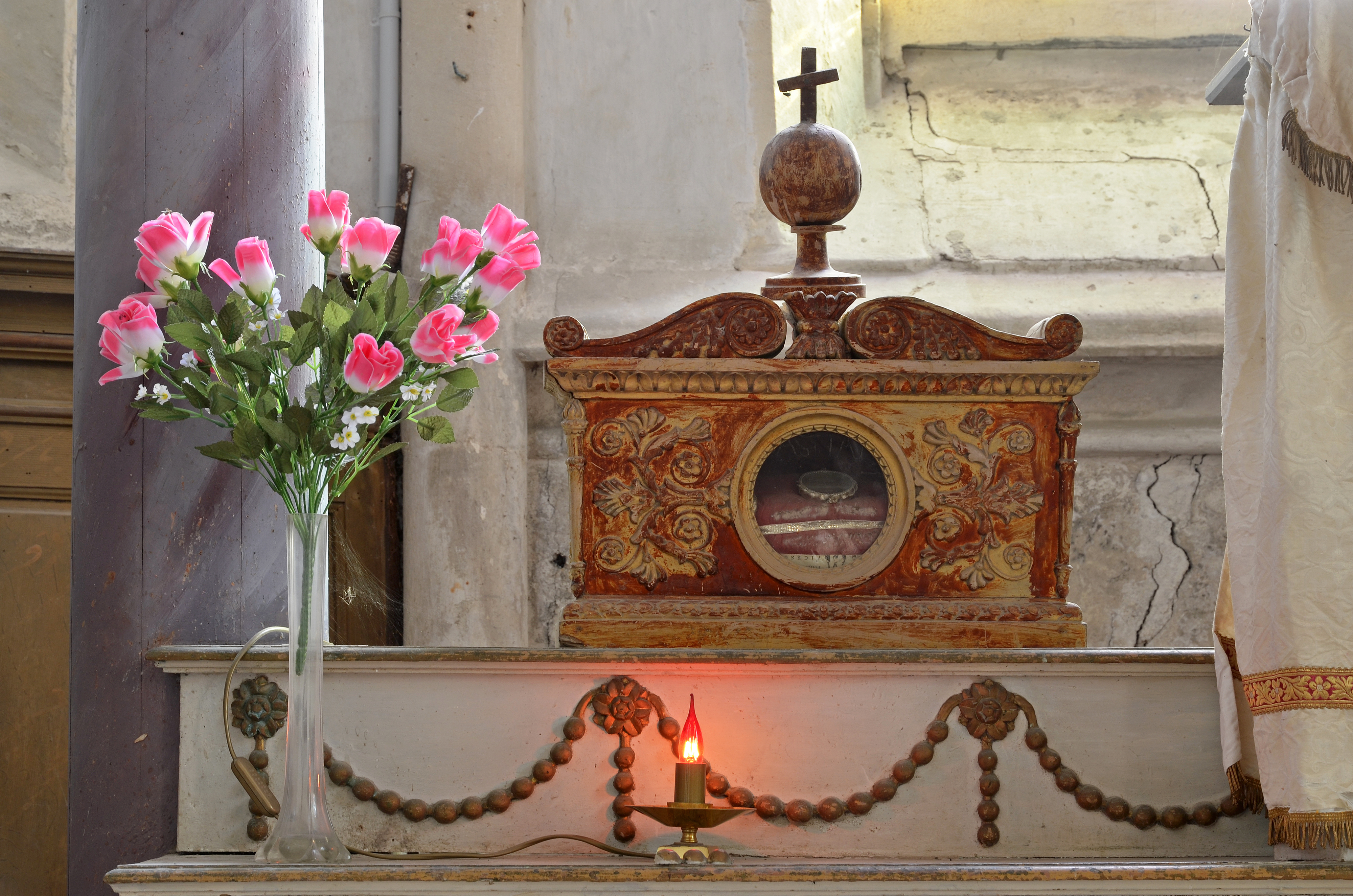
Reliquaire dans le chœur.
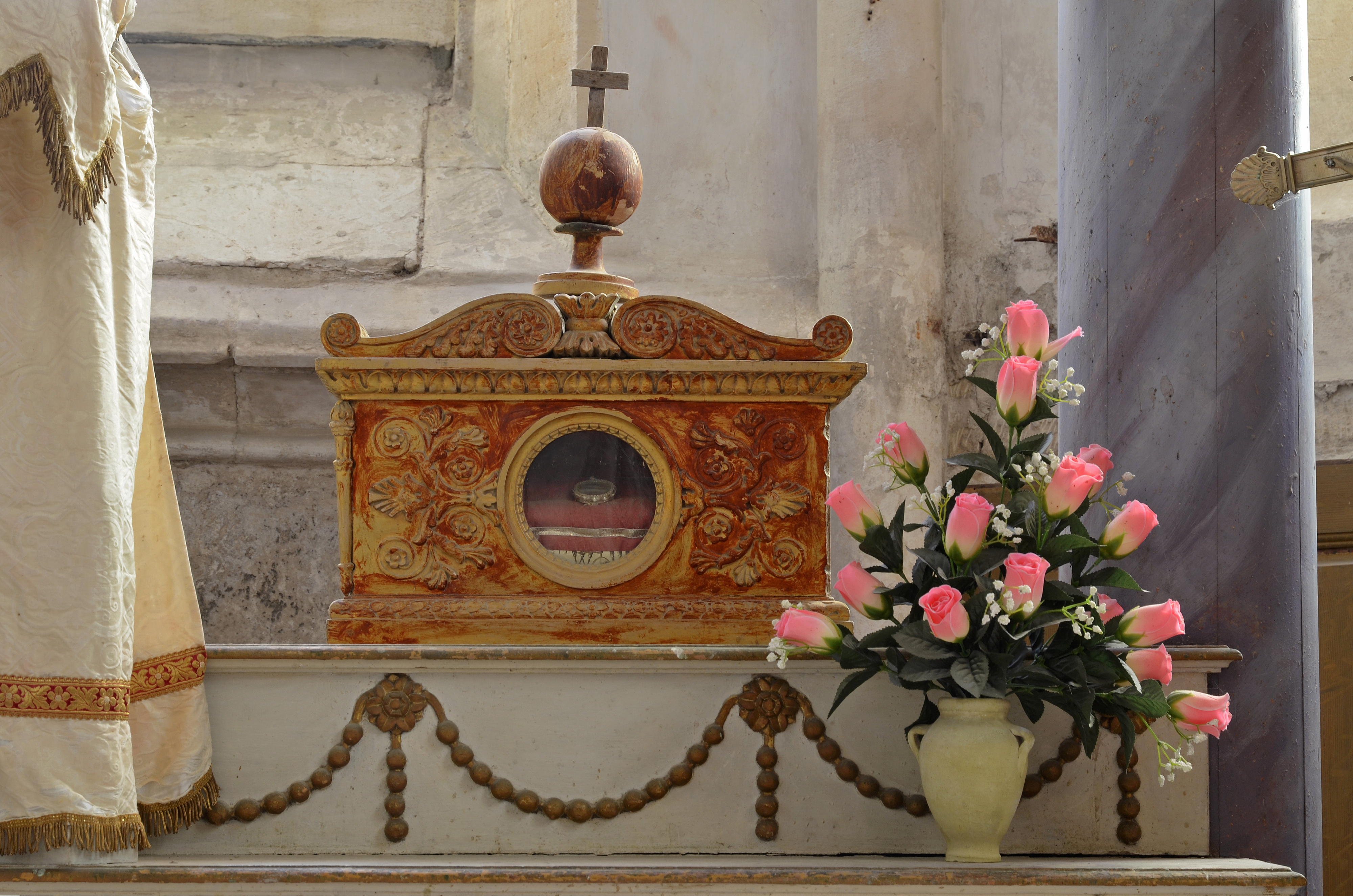
Reliquaire dans le chœur.